# Service de la protection

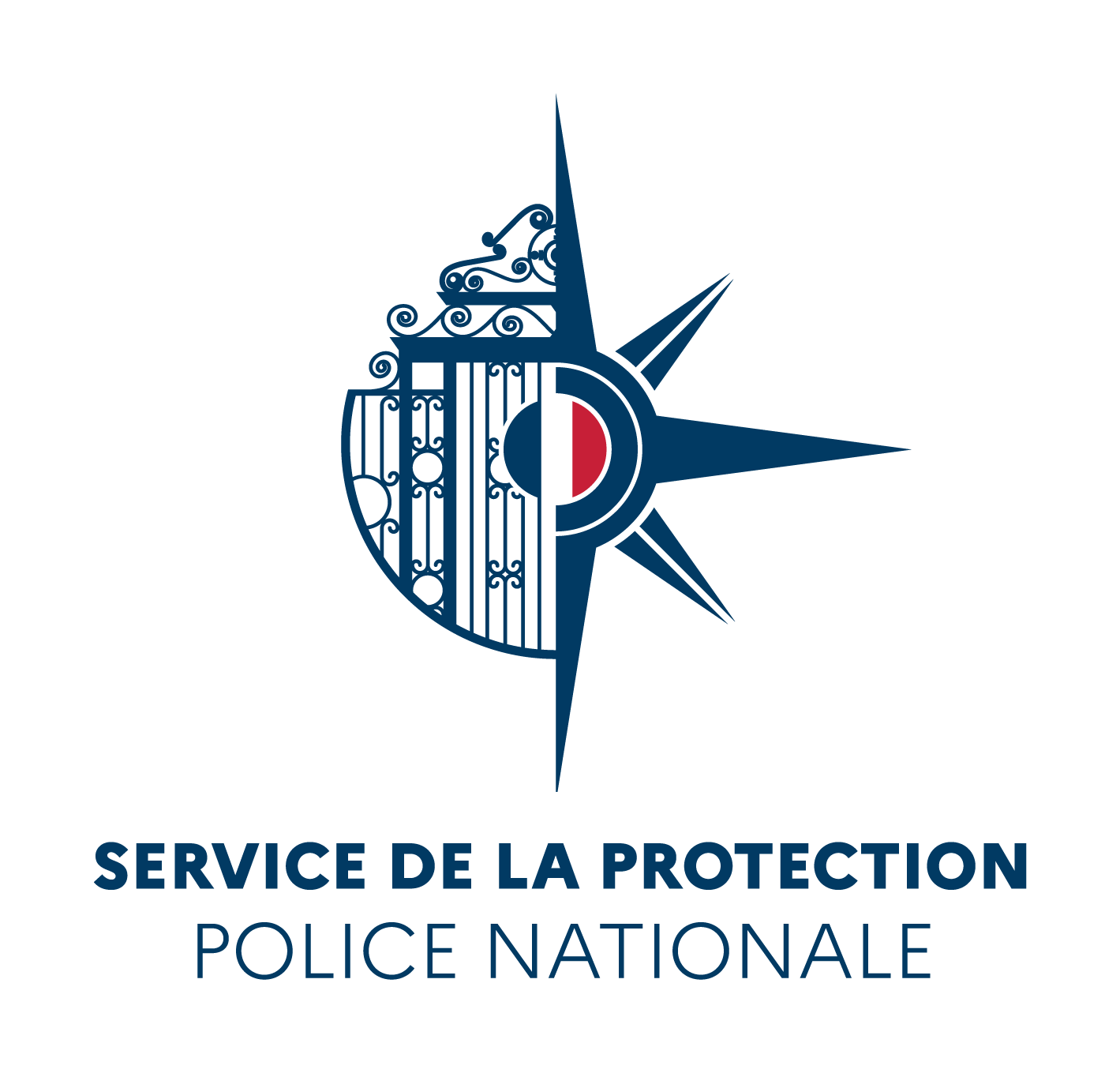
Logo des Service de la protection

Der Service de la protection (SDLP; deutsch Schutzdienst) ist eine Einheit der französischen Police nationale. Er stellt den persönlichen Schutz des französischen Präsidenten, anderer hochrangiger Amtsträger, ehemaliger Amtsträger, ausländischer Gäste und sonstiger bedrohten Personen sicher. Ferner ist er für materielle und organisatorische Schutzmaßnahmen zuständig. Vergleichbar mit dem SDLP ist die deutsche Sicherungsgruppe des Bundeskriminalamtes.

## Aufbau
Die Gruppe besteht aus etwa 600 Polizeibeamten. Ihr Sitz ist in Paris in der Rue de Miromesnil in der Nähe des Innenministeriums und des Élysée-Palastes. Außerdem gibt es eine Außenstelle in Straßburg.
Bewerben können sich Polizisten mit einer Mindestdienstzeit von drei Jahren. Nach einer entsprechenden Ausbildung werden sie für fünf Jahre auf dem entsprechenden Dienstposten eingesetzt. Eine Verlängerung um jeweils weitere fünf Jahre ist beliebig oft möglich.
Die Gruppe wird von Generalinspektor Luc Presson geleitet.
Die Gruppe ist wie folgt untergliedert:
- Stab
- Sicherheitgruppe des Präsidenten der Republik (Groupe de sécurité de la présidence de la République, GSPR)
- Unterdirektion für hohe französische Persönlichkeiten (sous-direction des hautes personnalités françaises)
  - Sicherheitsgruppe Premierminister (Groupe de sécurité du Premier ministre, GSPM),
  - Sicherheitsgruppe des Innenministers (Groupe de sécurité du Ministre de l'Intérieur, GSMI)
- Unterdirektion für hohe ausländische Persönlichkeiten (sous-direction des hautes personnalités étrangères)
- Unterdirektion für bedrohte Persönlichkeiten (sous-direction des personnalités menacées)
- Unterdirektion für Material und operationelle Unterstützung mit Einsatzgruppen (sous-direction des ressources et de l'appui opérationnel)

## Geschichte
Die Gruppe wurde unter dem Namen „Dienst für offizielle Reisen“ (Services des voyages officiels, VO), nach dem Attentat auf König Alexander I. und Außenminister Louis Barthou in Marseille im Jahr 1934 gegründet. 1994 wurde der Name geändert.